# Saison 2 de Samantha qui ?
Chronologie
Saison 1 de Samantha qui ?
Cet article présente le guide des épisodes de la deuxième saison de la série télévisée Samantha qui ?.

## Épisode 1: Samantha sait danser
- États-Unis : 13 octobre 2008
- France :

## Épisode 2: Le voyage en Afrique
- États-Unis : 20 octobre 2008
- France :

## Épisode 3: Le médicament
- États-Unis : 27 octobre 2008
- France :

## Épisode 4: L'immeuble
- États-Unis : 3 novembre 2008
- France :

## Épisode 5: Au secours!
- États-Unis : 10 novembre 2008
- France :

- Mary Kate Olsen

## Épisode 6: L'ex
- États-Unis : 17 novembre 2008
- France :

Sam annonce à Owen que Todd n’est pas seulement son colocataire, mais aussi son ex-petit ami. Owen le comprend très bien car son ex-petite amie, Willow, vit avec lui aussi.

## Épisode 7: La ferme
- États-Unis : 24 novembre 2008
- France :

## Épisode 8: Le parc
- États-Unis : 1er décembre 2008
- France :

Samantha aide Owen à la construction d'un parc de jeux pour enfants. Mais elle se rend compte que la vie écolo n'est pas faite pour elle. Elle l'avoue à Owen qui comprend la situation mais Samantha se sent coupable de ne pas être une meilleure personne. Et décide de rompre.

## Épisode 9: Vacances en famille
- États-Unis : 1er décembre 2008
- France :

## Épisode 10: Mon meilleur petit copain
- États-Unis : 26 mars 2009
- France :

## Épisode 11: Le chien
- États-Unis : 2 avril 2009
- France :

## Épisode 12: Fâcheux malentendus
- États-Unis : 9 avril 2009
- France :

## Épisode 13: La dette
- États-Unis : 16 avril 2009
- France :

- Billy Zane

## Épisode 14: La rock star
- États-Unis : 25 juin 2009
- France :

- John Taylor (Tommy Wylder)

## Épisode 15: La carrière de Todd
- États-Unis : 2 juillet 2009
- France :

## Épisode 16: La sœur
- États-Unis : 2 juillet 2009
- France :

## Épisode 17: Un boulot de rêve
- États-Unis : 9 juillet 2009
- France :

Samantha doit s'occuper des 30 millions de $ pour la fondation de Funck, pour qui elle travaille désormais. Elle engage Andréa pour l'aider
- mais celle-ci est trop occupée à préparer son futur mariage.Elle délègue des taches à Dena en lui faisant espérer d'être demoiselle d'honneur.

## Épisode 18: Le deuxième premier rendez-vous
- États-Unis : 9 juillet 2009
- France :

## Épisode 19: L'autre femme
- États-Unis : 23 juillet 2009
- France :

## Épisode 20: Le mariage
- États-Unis : 23 juillet 2009
- France :